# Indigofera leprieurii
Indigofera leprieurii är en ärtväxtart som beskrevs av Baker f. Indigofera leprieurii ingår i släktet indigosläktet, och familjen ärtväxter. Inga underarter finns listade i Catalogue of Life.